# Adiantum diphyllum
Adiantum diphyllum är en kantbräkenväxtart som först beskrevs av Fée, och fick sitt nu gällande namn av William Ralph Maxon. Adiantum diphyllum ingår i släktet Adiantum och familjen Pteridaceae. Inga underarter finns listade.